# Comunità ebraica di San Nicandro Garganico
La comunità ebraica di San Nicandro Garganico si è sviluppata a partire dalla fine del 1920 in seguito alla conversione di Donato Manduzio, un veterano della prima guerra mondiale che si è ispirato dalla sua personale lettura della Bibbia. Ben presto convertì un certo numero di suoi paesani. Nel 1949, la maggior parte degli ebrei di San Nicandro emigrò in Israele e il culto dei restanti ebrei si svolse da quel momento nella comunità ebraica di Sannicandro Garganico.

## Origini
Durante il fascismo Donato Manduzio ricevette in dono da un suo compaesano una Bibbia, ricevuta da un predicatore pentecostale. Manduzio, privo di istruzione scolastica ma amante della lettura, scoprì in questo modo l'esistenza e le vicissitudini del popolo ebraico, che credeva ormai estinto. Anche attraverso l'interpretazione di alcuni sogni si convinse di essere stato scelto per trasmettere il messaggio salvifico contenuto nella Torah e iniziò a seguirne scrupolosamente le prescrizioni. Si diede un nuovo nome Donato Levi Manduzio, levita per "elezione divina", e incominciò a celebrare lo Shabbat e le feste ebraiche oltre a radunare intorno a sé un crescente numero di persone.
Quando scoprì che gli ebrei non erano scomparsi come pensava ma che esistevano diverse comunità sparse per l'Italia, Manduzio iniziò a stabilire con queste dei contatti. I rapporti furono dapprima infruttuosi e in certi momenti anche conflittuali, ma infine fu accettato. Questa piccola comunità intanto venne in contatto con soldati volontari ebrei della Palestina Mandataria giunti in Puglia nel 1943, che rimasero meravigliati vedendo che l'osservanza religiosa del gruppo era sincretizzata con pratiche di magia popolare, e poco a poco si integrò in seno all'ebraismo. 
Nel 1946 il Tribunale Rabbinico di Roma accolse ufficialmente gli adepti e procedette alla circoncisione di 13 uomini. Negli anni che seguirono, tra il 1948 ed il 1950, la maggior parte degli ebrei di San Nicandro, circa 70 persone, si trasferì in Israele dove i discendenti di quei convertiti sono rimasti.

Donato Manduzio si oppose a questa migrazione e nel suo diario espresse chiaramente di non volere che i membri della comunità andassero in Israele dicendo: 
(Donato Manduzio nel suo Diario)
 Queste parole però non furono ascoltate dalla comunità, che subito dopo la morte di Manduzio partì in più ondate.

## Situazione
In seguito ad alcuni problemi e disguidi restarono a San Nicandro quattro donne, tra le quali la moglie di Manduzio, che fecero rinascere e rifiorire la comunità, educando i loro figli nell'ebraismo e tramandando di generazione in generazione la fede, l'osservanza dello Shabbath e delle festività. La comunità conta circa 40-50 membri.

## Nella letteratura
La nascita della comunità ebraica di San Nicandro Garganico ha ispirato due romanzi: Scialomm Mussolini di Marina Collaci del 2021, nel quale i nomi propri sono stati cambiati (il paese dove si svolgono i fatti è chiamato Civitella di Puglia, il fondatore della comunità si chiama Ippazio Zaffarano) e Ballata delle anime inutili di Tommaso Avati del 2023.